# Android Gingerbread

Versions d'Android fins al 2014

Android "Gingerbread" és el nom en clau per al sistema operatiu mòbil Android desenvolupat per Google i llançat al desembre de 2010, per a versions que ja no són compatibles. El llançament de Gingerbread introdueix el suport per a Comunicació de camp proper (NFC) utilitzat en les solucions de pagament mòbil i el Protocol d'inici de sessió (SIP) utilitzat per a la telefonia per VoIP.
La interfície d'usuari de Gingerbread es va perfeccionar de moltes maneres, fent que sigui més fàcil de dominar, més ràpid d'usar i més eficient. Un esquema de color simplificat amb un fons negre va donar vivacitat i contrast amb la barra de notificació, els menús i altres components de la interfície d'usuari. Les millores en els menús i la configuració van resultar en una navegació més fàcil i control del sistema.
El telèfon intel·ligent Nexus S, llançat el 2010, va ser el primer telèfon de la gamma Google Nexus que va executar Gingerbread, i també el primer de la línia amb la funcionalitat NFC incorporada.
Gingerbread utilitza la versió 2.6.35 del nucli Linux.
A data de 23 de juliol del 2018, les estadístiques emeses per Google indiquen que el 0,2% de tots els dispositius Android que accedeixen a Google Play executen Gingerbread.

## Característiques
Les noves característiques introduïdes per Gingerbread són:
- Disseny d'interfície d'usuari actualitzat, que proporciona una major facilitat d'ús i eficiència.
- Suport per a mides i resolucions de pantalla extra grans (WXGA i superior).
- Suport natiu per a la telefonia per Internet SIP VoIP.
- Entrada de text millorada amb el teclat virtual, amb precisió millorada, millors suggeriments de text i capacitat d'entrada de veu.
- Funcionalitat de còpia/enganxat millorada, que permet als usuaris seleccionar una paraula mantenint premut, copiant i enganxant.
- Suport per a la comunicació de camp proper (NFC), que permet que l'usuari llegeixi una etiqueta NFC incrustada en un anunciant, adhesiu o publicitat.
- Nous efectes d'àudio, com ara la reverberació, l'ecualització, la virtualització dels auriculars i l'augment dels baixos.
- Nou gestor de baixades, que proporciona als usuaris un accés fàcil a qualsevol fitxer descarregat des del navegador, correu electrònic, o una altra aplicació.
- Suport per a diverses càmeres en el dispositiu, inclosa una càmera frontal, si està disponible.
- Suport per a la reproducció de vídeo WebM/VP8 i la codificació d'àudio AAC.
- Millora de la gestió de l'energia, inclosa una gestió més activa de les aplicacions que consumeixen energia.
- Compatibilitat millorada per al desenvolupament de codi natiu.
- Un canvi del sistema de fitxers YAFFS a ext4 en dispositius més nous.
- Millores d'àudio, gràfiques i d'entrada per als desenvolupadors de jocs.
- Versió més recent d'Unity disponible per als desenvolupadors de jocs.
- Recollida d'escombraries concurrents per a un major rendiment.
- Suport natiu per a més sensors (com ara giroscopis i baròmetres).
- Nivells de l'API d'Android: 9 i 10